# Antena de Oro 1974
L'Edició dels Premis Antena de Oro, concedits per la Federació d'Associacions de Professionals de Ràdio i Televisió el 24 d'abril de 1976 però corresponents al 1974, va guardonar:

## Televisió
- Mariano Pena
- Josep Fèlix Pons i Alonso
- Francisco Gijón Martín (TVE de Barcelona)
- Miguel de la Quadra-Salcedo
- Fernando Navarrete Porta
- Pedro Olmedilla
- Maximiliano Pedraza Bueno (TVE de Madrid).
- Florinda Chico
- Antonio Mingote
- José Orjas González
- Ana María Vidal
- Actors de doblatge de les sèries «Kojak», «Heidi» i «La casa de la pradera».
- «El hombre y la Tierra»
- Orquestra Simfònica de Radiotelevisió Espanyola.

## Ràdio
- José Luis Abengoa Zubizarreta (Ràdio Bilbao)
- José Ángel Bonachera Pombo (Radio Peninsular de Madrid)
- José A. Gómez García (Radio Juventud de Canarias)
- Tomás Martín Blanco (Radio Madrid)
- Juan Carlos Reina Lozano (Radio Costa del Sol)
- José María Espinosa (Radio Popular de Madrid)
- Menchu Álvarez del Valle (Radio Oviedo)
- Eduardo Calderón González (Radio Madrid)
- Joan Castelló Rovira (Radio Barcelona)
- Jesús Fraga Amado (Radio Madrid)
- Plácido Llordén Rodríguez (Radio Juventud de Huelva)
- José Luis Navas Carrasco (Radio Nacional de Málaga)
- Alberto Nadal (Radio Barcelona)
- José Delgado Barrero (Radio Madrid)
- Avelino Rodríguez Fernández
- Manuel Bermúdez Estévez (Radio Madrid)

## Honorífiques
- María Ángeles Cobas
- Manuel Benítez Salvatierra
- Jesús Sánchez Rof